# Szirup

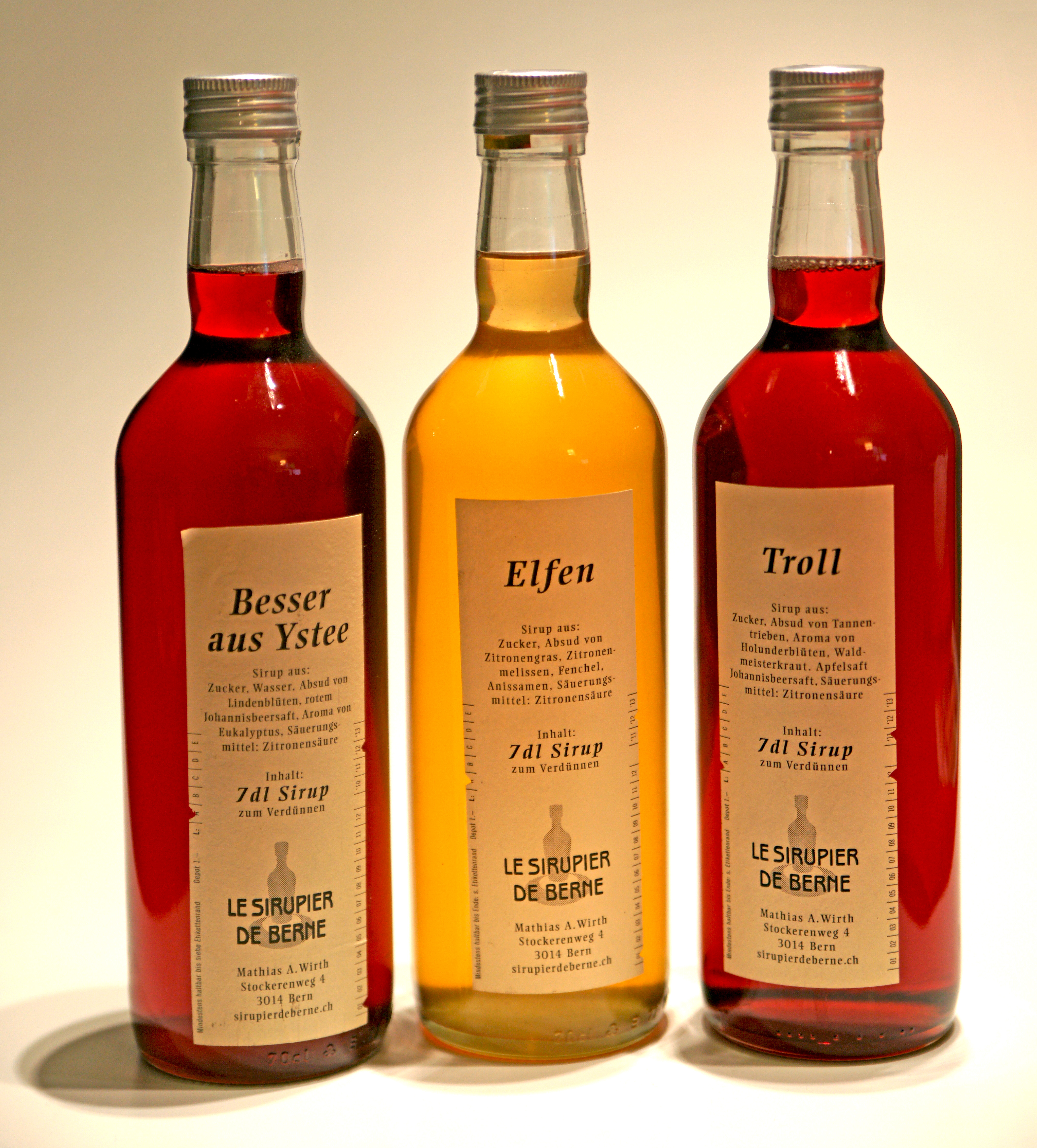
Gyümölcsszörpök

A szirup valamilyen cukorféleség (esetleg cukoralkohol) tömény oldata, jellemzően viszkózus és a cukor mellett egyéb oldott anyagokat is tartalmazhat. A szirupokat elsősorban a gyógyszerészetben és az élelmiszeriparban, illetve a gasztronómiában használják. Egyes szirupokat az élelmiszeriparban szörpnek is neveznek, köznapi értelemben a szörp elsősorban gyümölcsszörpöt jelent.

## A szó eredete
A „szirup” a latin sirupusból származó nemzetközi vándorszó, mely a latinba az arab شراب [ʃɑˈɾˤɑːb] /sarab/ ’ital’ átvételével került, ami pedig a szintén arab شرب /sirib/ ’iszik’ szóból származik; gyökere azonos a „sörbet” szóéval.
A „szörp” Bugát Pál nyelvújítási szava, amit a ’szörpöl’, ’szürcsöl’, ’szív(ogat)’ igéből elvonással képezett. Korábban a szirup volt a kizárólagos megnevezés, aminek a leváltására alkotta meg ezt a szót, melyet eredetileg csak a sűrítményt nevezték így, csak későbbtől a hígított változatát is. Ez a folyamat a szlovákiai köznyelvben csak részlegesen ment végbe, így a szörp elsősorban ’gyümölcsszirup’ jelentésben gyökeresedett meg, bár a szaknyelvben – a sziruppal (Jakab István nyelvész szerint az édes kanalas orvossággal és a sűrű cukoroldattal) azonos értelemben – máshol is előfordult.

## Gyógyszerészet
A gyógyszertechnológiában a cukoroldatot a kellemetlen (elsősorban a keserű) íz elfedésére használják, főként gyermekeknek szánt oldatos gyógyszerformákban. Használatos egyszerű (Sirupus simplex) és ízesített (Sirupus aurantii, Sirupus fragariae, Sirupus ribis rubri, Sirupus rubi idaei) cukoroldat formájában is, illetve szorbitból is készítenek szirupot. Az egyszerű szirup (Sirupus simplex) 63–64% szacharózt és 0,1% szorbinsavat tartalmazó vizes oldat. A szorbitszirup (Sirupus sorbitoli) 70% D-szorbitot tartalmaz vizes oldatban. A narancs- és édesgyökérszirupot (Sirupus aurantii, Sirupus liquiritiae) egyszerű szirupból készítik narancshéj-, illetve édesgyökértinktúra hozzáadásával. A gyümölcsszirupokat az élelmiszeriparban ismert eljárások szerint készítik.

### Előállítása
Az egyszerű szirup készítése során a szacharózt és a szorbinsavat forró desztillált vízben oldják, a teljes oldódás után rövid forralással derítik. A forralás okozta vízveszteséget ezután pótolják, lehűlés után színig töltött üvegekben tárolják. A készítés során el kell kerülni a karamellizálódást, ezért célszerű duplikátort használni.

### Gyógyszeres szirupok
- Sirupus laxans (hashajtó szirup): szennalevelet és édeskömény termését tartalmazza.
- Sirupus ferri (vaspótló szirup): vas(II)-szulfátot, citromsavat és aszkorbinsavat tartalmazó szirup, melyet vaspótlásra, a vérképzés serkentésére roborálásra használnak. A szirup a fémes íz elfedése miatt szükséges.
- Sirupus ferri chlorati oxydulati (oxidált vaskloridos szirup): a vas(III)-kloridot vasporral vas(II)-kloriddá redukálják, majd citromsav hozzáadásával stabilizálják. Felhasználása a Sirupus ferri-éhez hasonló.
- Sirupus phosphobromatus (foszfátos-bromidos szirup): kálium-bromidot, nátrium-foszfátot és ebvészmagtinktúrát (hatóanyaga a sztrichnin) tartalmaz. Szedatív, illetve tonizáló hatása van.

Az elixírek alkoholt is tartalmazó szirupos oldatos gyógyszerformák, míg a mixtúrák szirupalapú szuszpenziók.

## Gasztronómia
Az egyszerű cukorszirup rengeteg étel elkészítéséhez szükséges, de a koktéloknak is egyik fontos alapanyaga.

### Glükóz-fruktózszirup
Az élelmiszeripar, különösen az üdítőitalgyártás újabban nagy mennyiségben használja fel a kukoricakeményítőből gyártott glükóz-fruktózszirupot a valamivel drágább szacharóz helyett az édes íz elérésére. A kukoricakeményítőt először magas glükóztartalmú kukoricasziruppá hidrolizálják (régebben ez sósavas hidrolízissel történt, ma már többnyire enzimatikus úton végzik), majd a glükóz egy részét (jellemzően 42, 55 vagy 90%-át) enzimatikusan fruktózzá alakítják.

### Gyümölcsszirupok
A gyümölcsszirupok (szörpök) friss, tartósított vagy sűrített gyümölcslével, gyümölcsvelővel vagy ezek keverékével ízesített cukorszirupok, újabban ezekben is egyre gyakrabban használnak glükóz-fruktózszirupot a szacharóz kiváltására. A Magyar Élelmiszerkönyv előírása szerint e sűrűn folyó készítmény szárazanyagtartalma legalább 60 ref.%, gyümölcslé vagy gyümölcsvelő tartalma pedig legalább 33 tömegszázalék kell legyen. Gyümölcs- és déligyümölcs-alapú szörpök esetén csak a felhasznált gyümölcsre jellemző, míg ízesített gyümölcsszörpöket a gyümölcs alapanyagtól eltérő jellegű aromával is lehet ízesíteni. Ez utóbbiaknál az ízre való utalást „ízű gyümölcsszörp” megnevezéssel kell feltüntetni. A termékhez antioxidánsként adagolt L-aszkorbinsavat tilos C-vitamintartalomként feltüntetni. Adalékanyagokat tartalmazhat.

### Víz- és kivonat alapú szörp
Ezek a készítmények a megnevezésükre jellemző illatúak és ízűek, amiket cukorszirupból, ízesítő és adalékanyagok hozzáadásával meleg vagy hideg eljárással gyártanak. Növényi kivonat alapú szörp esetében a termék jellegét meghatározó aroma nem engedett, de más, ízesítő jellegű természetes aroma használható. Az aromával készített szörp megnevezésnek pedig tartalmaznia kell a jelleget adó aroma nevét „ízű szörp” formában. Az egyéb ízesítésű szörpöknél a „vízalapú szörp” kifejezés használata kötelező. Víz- és kivonat alapú szörpök például a „kiviízű szörp”, „tea, vízalapú szörp”, „hársfavirág szörp citromízű” megnevezésű üdítőitalok.

### Invertcukorszirup
Az invertcukor gyártása során a szacharózt monoszacharidjaira, glükózra és fruktózra bontják. Mivel az előbbi fajlagos forgatóképessége +66,5°·cm³/(g·dm), a hidrolízissel keletkező komponenseké pedig +52,7°·cm³/(g·dm) (glükóz), illetve –93,8°·cm³/(g·dm) (fruktóz), így az oldat a reakció során jobbra forgatóból fokozatosan balra forgatóvá alakul, vagyis a forgatóképessége „megfordul” (inverzió). Az invertcukor oldata édesebb és kevésbé hajlamos a kristálykiválásra, így élelmiszertechnológiai szempontból előnyösebb.

### Melasz
A melasz a cukorgyártás magas szacharóztartalmú szirupos mellékterméke.

### Faszirupok
A juharszirup egyes juharfajok (elsősorban a cukorjuhar) lecsapolt xilémnedvének bepárlásával előállított szirup. Hasonlóan egyes nyírfafajok nedvéből is készíthető szirup, ami azonban nem a köznyelvben „nyírfacukor”-ként is ismert xilit miatt édes, ezt ugyanis a nyírfa (ma inkább már kukoricaszár) hemicellulóz nevű poliszacharidjából állítják elő összetett ipari eljárással.

### Méz
A méz alapvetően természetes eredetű tömény fruktóz-glükózszirup.